# (37380) 2001 VF94
2001 VF94 (asteroide 37380) é um asteroide da cintura principal. Possui uma excentricidade de 0.19362660 e uma inclinação de 13.31904º.
Este asteroide foi descoberto no dia 15 de novembro de 2001 por LINEAR em Socorro.